# Capela (Toques)
Capela (llamada oficialmente Santa María da Capela) es una parroquia española del municipio de Toques, en la provincia de La Coruña, Galicia.

## Otra denominación
La parroquia también se denomina Santa María de Capela.

## Entidades de población
Entidades de población que forman parte de la parroquia:
- A Graña
- Abucide
- Arxubide
- Atá
- Curros (Os Curros)
- Florís
- Fraga (A Fraga)
- Montouto
- Morcigueira (A Morcegueira)
- Mourelos
- Puente Queimadas (Ponte Queimadas)
- Río de Ameneiros
- Souto
- Tillería (A Tillería)

## Despoblado
- Penas (As Penas)

## Demografía
| Gráfica de evolución demográfica de Capela entre 2000 y 2019 |
|                                                              |
| Datos según el nomenclátor publicado por el INE.             |

## Patrimonio histórico y artístico
- Castro da Graña.
- Iglesia de San Antolín de Toques, de origen monástico, conserva elementos hispanovisigodos en su fábrica.

### Galería
|                                          |
| Puerta lateral de San Antolín de Toques. |

|                                              |
| Crucero y espadaña en San Antolín de Toques. |

|                                                            |
| Pinturas en el muro del altar en una reciente restauración |